# ACTA
ACTA (förkortning av det engelska namnet Anti-Counterfeiting Trade Agreement),  formellt: Handelsavtal för bekämpning av varumärkesförfalskning mellan Europeiska unionen och dess medlemsstater, Australien, Kanada, Japan, Republiken Korea, Mexikos förenta stater, Konungariket Marocko, Nya Zeeland, Republiken Singapore, Schweiziska edsförbundet och Amerikas förenta stater, var ett multilateralt handelsavtal gällande piratkopiering och varumärkesförfalskning som förhandlades fram mellan bland andra USA, Australien, Mexiko och Europeiska unionen (EU).
Syftet med ACTA var att stärka skyddet för existerande immateriella rättigheter. I korthet gick avtalet ut på att samordna kampen mot varumärkesförfalskningar. Dock innefattades också immaterialrättsliga frågor som berörde utbytet på Internet.
Handelsavtalet och dess förhandlingarna drevs till stor del under sekretess, vilket Sverige ifrågasatte under förhandlingarna. Under 2010 offentliggjordes förhandlingstexten vid flera tillfällen och den slutliga texten offentliggjordes i december 2010. De inblandade länderna har tidigare medgett att ACTA existerar men lämnade trots allmän förfrågan inte ut vad förslaget innebar.[källa behövs]
EU:s mandat för förhandlingarna slogs fast vid ett möte för jordbruksministrarna i maj 2008, men eftersom frågan var en så kallad A-punkt så framgick det inte av mötets dagordning. Den svenske riksdagsledamoten Karl Sigfrid, som kritiserat förhandlingarna, fick av riksdagens utredningstjänst information om när mötet ägde rum.
Den 4 juli 2012 avslog Europaparlamentet ratificeringen av handelsavtalet med en majoritet på 478 röster för avslag, 39 röster för bifall och 165 ledamöter som avstod. Beslutet gör att europeiska länder ej kan ratificera avtalet.

## Förhandlingar
Förhandlingarna om ACTA-avtalet ingick inte i något internationellt organs program. ACTA utvecklades till en början av Japan och USA år 2006. Kanada, EU (representerade i förhandlingarna av Europeiska kommissionen, rådets ordförandeskap och EU:s medlemsstater) och Schweiz anslöt till de preliminära samtalen under hela 2006 och 2007. Officiella förhandlingar inleddes i juni 2008, med Australien, Mexiko, Marocko, Nya Zeeland, Sydkorea och Singapore som anslöt sig till samtalen. Senaten i Mexiko röstade enhälligt att dra sig ur ACTA-förhandlingarna den 30 september 2010.
| Omgång | Plats       | Datum               | Deltagare och diskussionsämnen | Referenser  |
| ------ | ----------- | ------------------- | --- | ----------- |
| 1      | Genève      | 3–4 juni 2008       | Deltagare: Australien, Europeiska unionen, Jordanien, Mexiko, Marocko, Nya Zeeland, Sydkorea, Singapore och Förenade Arabemiraten | [ 7 ] [ 8 ] |
| 2      | Washington  | 29–31 juli 2008     | | [ 9 ]       |
| 3      | Tokyo       | 8–9 oktober 2008    | | [ 10 ]      |
| 4      | Paris       | 15–18 december 2008 | | [ 11 ]      |
| 5      | Rabat       | 16–17 juli 2009     | Deltagare: Australien, Kanada, Europeiska unionen (företrädd av Europeiska kommissionen), Japan, Sydkorea, Mexiko, Marocko, Nya Zeeland, Singapore, Schweiz och USA Ämnen: internationellt samarbete, tillsynspraxis och institutionella frågor. | [ 12 ]      |
| 6      | Seoul       | 4–6 november 2009   | Ämnen: verkställande i den digitala miljön och straffrättsliga åtgärder. | [ 13 ]      |
| 7      | Guadalajara | 26–29 januari 2010  | | [ 14 ]      |
| 8      | Wellington  | 12–16 april 2010    | Ämnen: gränsåtgärder, verkställighetsförfarandena i den digitala miljön, straffrättsliga åtgärder, civil tillämpning, och öppenhet. | [ 15 ]      |
| 9      | Luzern      | 28 juni–1 juli 2010 | | [ 16 ]      |

## Utebliven ratificering

### Europeiska unionen

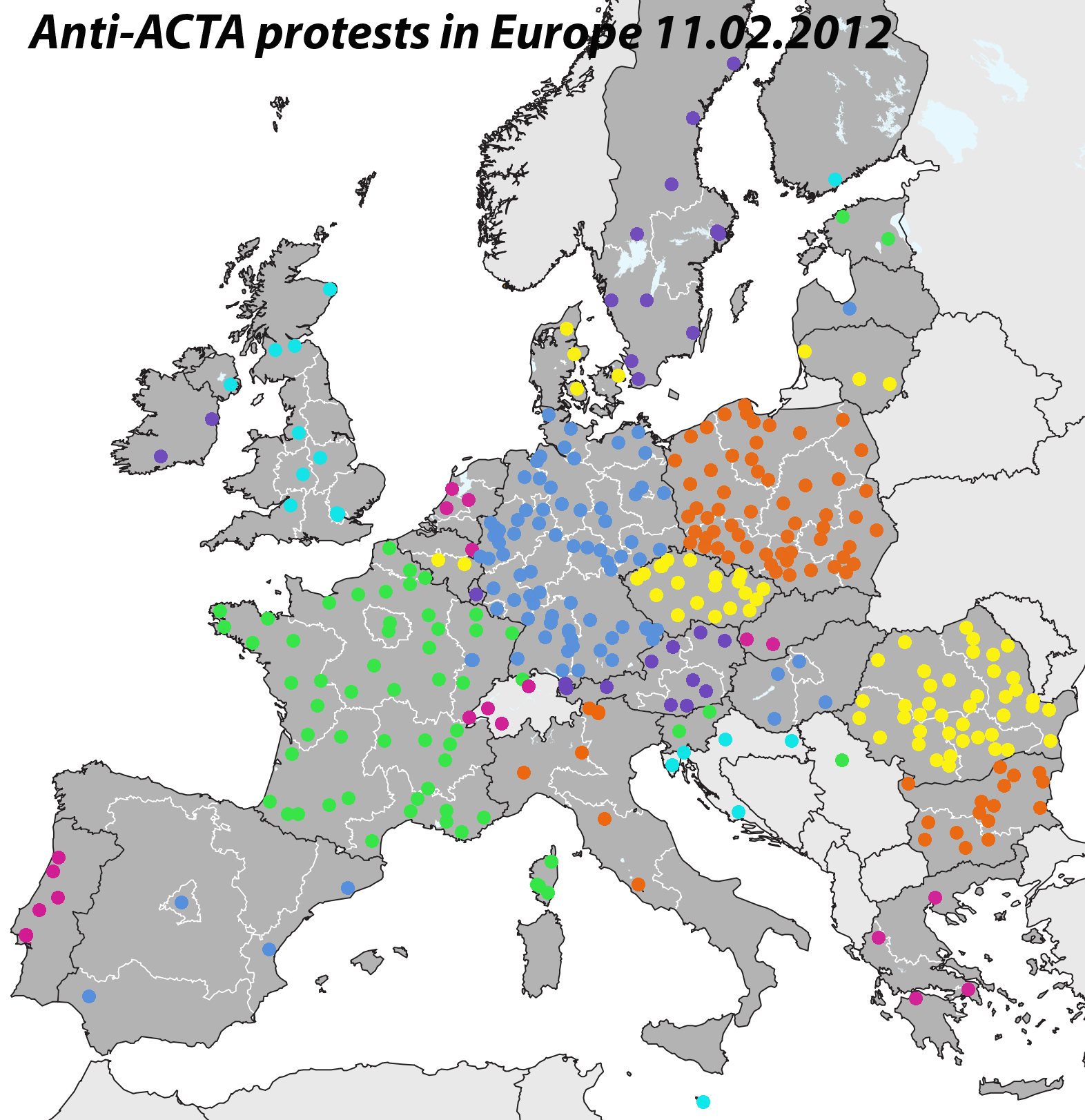
Protester mot ACTA i Europa (11 februari 2012).

22 av EU:s medlemsstater, alla utom Cypern, Estland, Nederländerna, Slovakien och Tyskland, undertecknade avtalet 26 januari 2012 i Tokyo. För Sveriges del så undertecknade Japanambassadören Lars Vargö avtalet. Sedan tidigare hade Australien, Kanada, Japan, Sydkorea, Marocko, Nya Zeeland, Singapore och USA skrivit under det. Efter att avtalet har undertecknats måste det ratificeras av först Europaparlamentet och sedan av varje enskild medlemsstats parlament. Bulgarien, Lettland, Litauen, Nederländerna, Polen, Rumänien, Slovakien , Slovenien, Tjeckien, Tyskland och Österrike beslöt på grund av protester i respektive land att antingen stoppa eller skjuta upp sin ratificering av avtalet tills vidare. Europeiska kommissionen beslutade den 22 februari 2012 mot bakgrund av protesterna mot handelsavtalet och de många medlemsstater som avbrutit sina ratificeringsförfaranden att hänvisa avtalet till Europeiska unionens domstol för en juridisk bedömning om huruvida avtalet är förenligt med unionsrätten, i synnerhet dess bestämmelser om grundläggande rättigheter. Ett utskott i Europaparlamentet rekommenderade den 21 juni parlamentet att säga nej till avtalet i plenum vid omröstningen, vilket sedan också skedde den 4 juli med siffrorna 39 för, 478 emot och 165 nedlagda röster.

## Kritik
ACTA fick mycket kritik av flera olika grupper och organisationer bland annat från Europaparlamentet, Electronic Frontier Foundation (EFF), Free Software Foundation (FSF), Consumers International, European Digital Rights, ASIC och Free Knowledge Institute. Bland annat kritiseras avtalsprocessen vilken har beskrivits som odemokratisk, och skapad i den dolda i form av hemliga diskussioner förda bakom stängda dörrar och utan att allmänheten fått ge åsikter. Kritikerna varnade för att ACTA skulle haft en djupgående påverkan på grundläggande mänskliga rättigheter som yttrandefriheten och rätten till fri kommunikation,   ge tullväsenden uppgiften att leta efter upphovsintrång om upphovsman efterfrågar det, och kriminalisera generiska läkemedel som ger tullen möjlighet att förstöra läkemedel som är på utgående väg till utvecklingsländer. Dessutom varnade FSF (Free Software Foundation) för att ACTA skulle skapa problem för datorprogram som kan spela DRM-skyddade media, samt kräva att ISP:er inte får länka eller inneha sådan programvara som gör det möjligt att spela DRM-skyddad media.
Första gången som ACTA offentligt uppmärksammades var i maj 2008 då delar av förslaget läckte till Wikileaks. En människorättsaktivist i Kanada som begärde att få ut handlingar relaterade till ACTA fick dokument med endast rubriken på och all text censurerad. Professorn i civilrätt Marianne Levin menade dock att farhågorna var obefogade, och den svenska regeringen hänvisade till att ACTA inte skulle påverka svensk lagstiftning, bortsett från en mindre justering av varumärkeslagen.
Avtalet kritiserades för att vara mycket svårt att förstå. Liberaldemokraterna anmälde regeringskansliet till riksdagens ombudsmän för brott mot språklagens klarspråksparagraf delvis för att texten har ett läsbarhetsindex (LIX) på omkring 100, och på vissa ställen över 170.

## Protester
| Protester mot ACTA i Stockholm (2012). |  | Protester mot ACTA i Stockholm (2012). |
| Protester mot ACTA i Stockholm (2012). |  |                                        |

Acta väckte starka känslor världen över. I Polen bröt våldsamma gatuprotester ut när demonstranter mot lagförslaget drabbade samman med polis. Totalt protesterade tiotusentals demonstranter. I en mindre stad greps 24 personer för att ha vandaliserat bilar.
I Sverige protesterade tusentals demonstranter den 4 februari 2012 i Stockholm, Göteborg, Malmö, Helsingborg, Umeå, Kalmar, Sundsvall, Karlstad, Borlänge och Jönköping efter initiativ bland annat av Facebookgruppen Vakna Sverige! Stå upp för er frihet! NEJ till ACTA/SOPA/PIPA!. I samband med protesterna stängdes regeringens hemsida ner. ”Anonymous” tog senare på sig detta genom ett inlägg på Twitter. Anonymous hade redan innan varnat vad som skulle inträffa då en liknande situation i Irland hade lett till att den irländska regeringssidan stängdes ner.